# 수입로
수입로(Suip-ro)는 경기도 포천시 일동면 운담교차로에서 시작하여, 포천시 이동면 삼팔교삼거리까지 이어주는 도로이다.

## 주요 경유지
경기도
- 포천시 (일동면 . 이동면)

## 노선 경로
| 이름          | 접속 노선                 | 소재지        | 소재지        | 비고          |
| 청지로와 직결 | 청지로와 직결             | 청지로와 직결 | 청지로와 직결 | 청지로와 직결 |
| ------------- | ------------------------- | ------------- | ------------- | ------------- |
| 운담 교차로   | 지방도 제368호선 (화동로) | 포천시        | 일동면        |               |
| 운담교        |                           | 포천시        | 일동면        |               |
| 수입 교차로   | 국도 제47호선 (금강로)    | 포천시        | 일동면        |               |
| 삼팔교        |                           | 포천시        | 이동면        |               |
| 삼팔교삼거리  | 지방도 제372호선 (성장로) | 포천시        | 이동면        |               |

## 주요 시설및 건물
- 세븐일레븐 포천수입리점 (수입로 69/수입리 279-10)